# Croacia en los Juegos Paralímpicos de París 2024
Croacia estuvo representada en los Juegos Paralímpicos de París 2024 por un total de veintidós deportistas, trece hombres y nueve mujeres.

## Medallistas
El equipo paralímpico croata obtuvo las siguientes medallas:
| Nombre         | Deporte       | Evento                     |
| -------------- | ------------- | -------------------------- |
| Oro            |               |                            |
| Anđela Mužinić | Tenis de mesa | Individual WS3 femenino    |
| Plata          |               |                            |
| Deni Černi     | Atletismo     | Peso F33 masculino         |
| Bronce         |               |                            |
| Luka Baković   | Atletismo     | Peso F46 masculino         |
| Dino Sinovčić  | Natación      | 100 m espalda S6 masculino |